# Vrijeschoolonderwijs

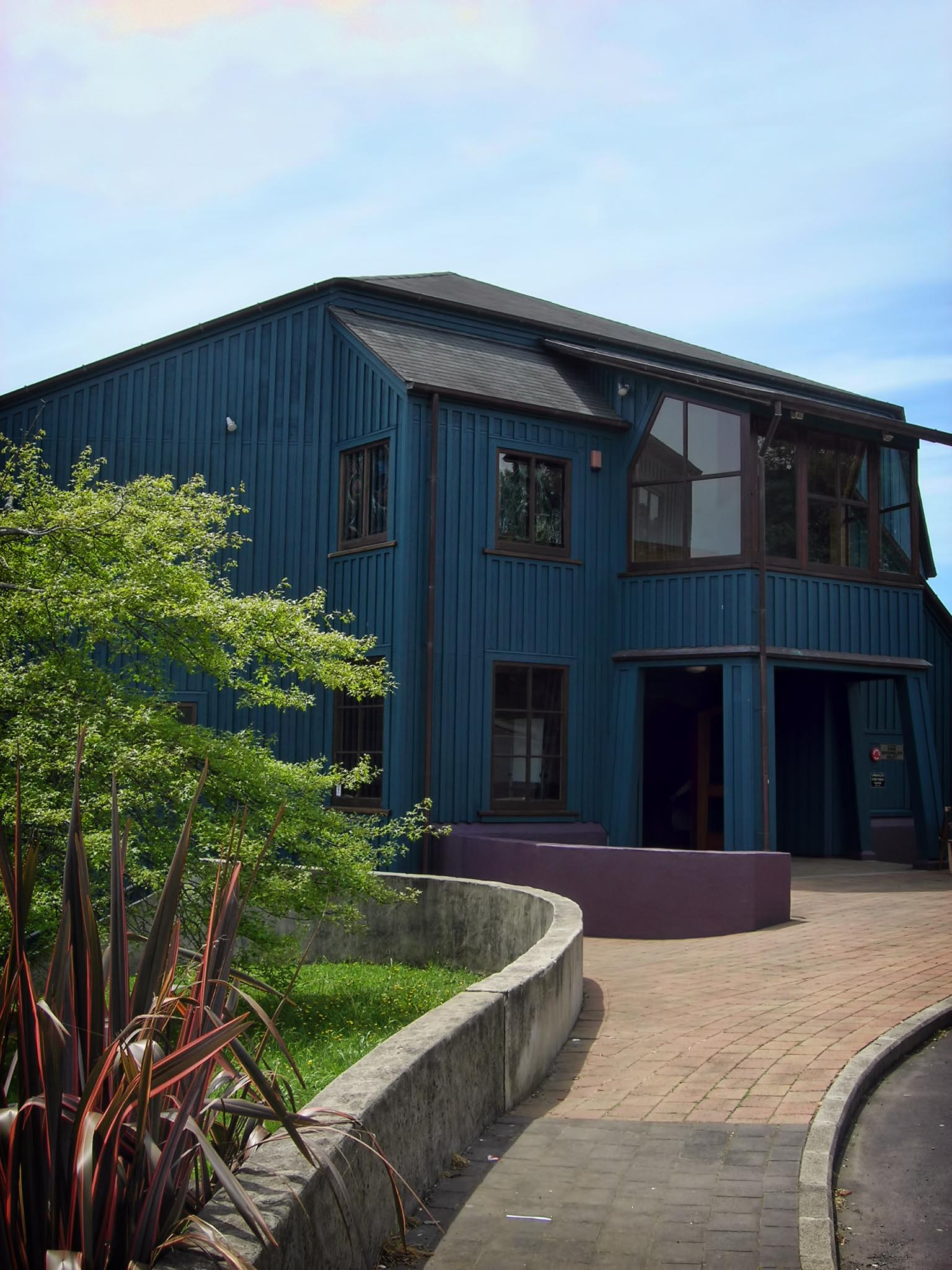
Waldorfschool Michael Park in Auckland

Het vrijeschoolonderwijs in Nederland, ook wel  Waldorfonderwijs genoemd, is een onderwijsvorm gebaseerd op de educatieve filosofie van Rudolf Steiner, de grondlegger van de antroposofie. Zijn pedagogie streeft ernaar de intellectuele, artistieke en praktische vaardigheden van leerlingen op een geïntegreerde en holistische manier te ontwikkelen. Het ontwikkelen van de verbeeldingskracht en creativiteit van de leerlingen staat centraal. Eveneens staat het ontwikkelen van de sociale kwaliteiten en het kind centraal.
In Duitstalige landen wordt meestal gesproken van Freie Waldorfschule en in Engelstalige landen van Waldorf School. In 2019 waren er 1182 vrijescholen in 66 landen.
Het vrijeschoolonderwijs in Nederland omvat scholen voor basisonderwijs en voortgezet onderwijs. Vrijescholen spreken zelf van kleuterschool (4 tot 6 jaar), onderbouw (6 tot 12 jaar, klas 1 t/m 6) en bovenbouw (12 tot 18 jaar, klas 7 t/m 12). De klassen 7 en 8 worden ook wel middenbouw genoemd.

## Ontstaan

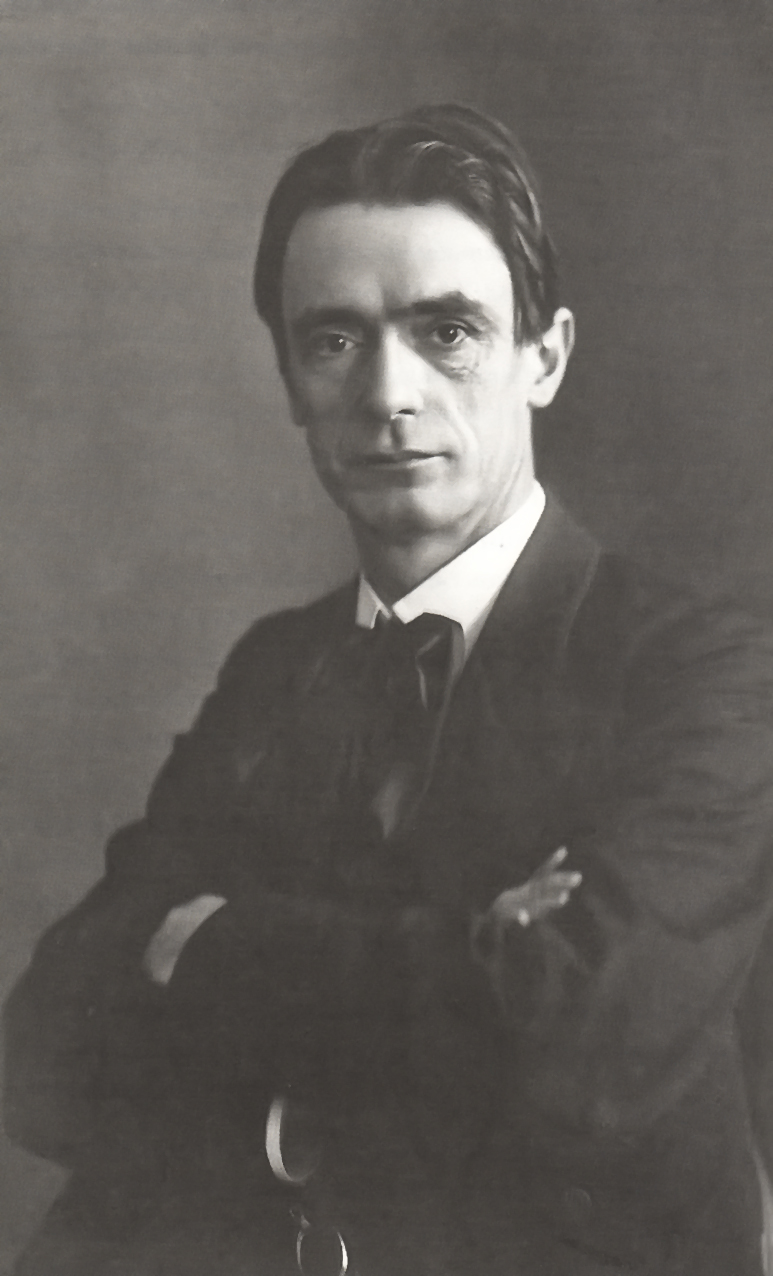
Rudolf Steiner in 1905

In 1919 vroegen de arbeiders van de Waldorf-Astoria sigarettenfabriek in de Duitse stad Stuttgart Rudolf Steiner een school op te richten waarin hun kinderen volgens de uitgangspunten van Antroposofie en Sociale Driegeleding zouden worden onderwezen. Emil Molt (1876 - 1936), eigenaar van de fabriek en sympathisant van Rudolf Steiner, faciliteerde deze Freie Waldorfschule. Het 'vrij' in de naam betekent dat het onderwijs zich zonder al te grote beïnvloeding door de overheid en het bedrijfsleven in vrijheid kon ontwikkelen. Rudolf Steiner baseerde zich gedeeltelijk op de methoden van al bestaande vernieuwingsscholen zoals Abbotsholme School (1889, Rocester, Verenigd Koninkrijk), de Odenwaldschule (1910, Heppenheim, Duitsland) en de Hermann-Lietz-Schule (1901, Haubinda, Duitsland). Naar het voorbeeld van deze school werd in 1923 in Den Haag de eerste Nederlandse vrijeschool opgericht. De eerste Belgische steinerschool werd in 1954 in Antwerpen geopend.

## Nederland

### Geschiedenis
"De Vrije School" in Den Haag werd in 1923 opgericht in nauwe samenwerking met Rudolf Steiner, de internationale Antroposofische Vereniging in Dornach (Zwitserland) en de Nederlandse Antroposofische Vereniging. Op verzoek van Rudolf Steiner werd Henri Zagwijn tot directeur benoemd. Tot de pioniers van de Haagse vrijeschool behoorden enkele prominente antroposofen, waaronder Daniel van Bemmelen en zijn echtgenote Emmy Smit, Elisabeth Vreede, Elisabeth Mulder, Max Stibbe, Willem Zeylmans van Emmichoven, en Jan en Catrien Van Wettum. De school begon met tien kinderen in een huiskamer in de Columbusstraat. In 1929 werd het huidige schoolgebouw aan de Waalsdorperweg geopend. In 1982 werd aan de Abbenbroekweg een nieuw gebouw voor de basisschool geopend.
In 1936 werd de Amsterdamse Geert Groote School geopend. Tijdens de Tweede Wereldoorlog werden de vrijescholen gesloten en werd clandestien lesgegeven. De echte doorbraak kwam in de jaren zeventig en tachtig van de twintigste eeuw. In twintig jaar tijd werden zeventig scholen gesticht. In die tijd werd ook de Vrije Pedagogische Akademie te Zeist (later Hogeschool Helicon, nu: Vrijeschool Pabo te Leiden) opgericht.
In 2020 telde Nederland 88 bekostigde vrijescholen voor primair onderwijs en 26 bekostigde vrijescholen voor voortgezet onderwijs.
De Nederlandse vrijescholen worden beschouwd als scholen voor bijzonder onderwijs De methode is door de antroposofie geïnspireerd, maar er wordt geen antroposofie onderwezen.

### Toezicht
Nederlandse vrijescholen staan net als andere Nederlandse scholen onder toezicht van de Inspectie van het Onderwijs. April 2018 stonden 113 objecten van het vrijeschoolonderwijs onder dit toezicht. Volgens het schema van die peildatum voldeden 103 objecten van de Nederlandse vrijescholen aan de toetsingskaders, 6 objecten werden niet beoordeeld en 4 waren zwak of onvoldoende.  Oktober 2018 voldeden twee objecten na herstelonderzoek en waren er op dat moment twee van de 113 onderzoekobjecten zwak.  De meeste scholen staan onder basistoezicht en genieten daarmee het vertrouwen van de Onderwijsinspectie. In 2018 stonden er geen vrijeschoolbesturen op de lijst van verscherpt financieel toezicht.
In Nederland worden de meeste vrijescholen bekostigd volgens de regeling voor bekostiging van het bijzonder onderwijs. De Inspectie van het Onderwijs deelt ze in als 'Vrije school' binnen de denominatie antroposofisch. Er zijn ook enkele particuliere vrijescholen. Die noemen zich ter onderscheiding van de door de overheid bekostigde vrijescholen vaak Staatsvrije school.

In Vlaanderen vallen de steinerscholen onder de alternatieve scholen.

### Leerrendement
Volgens een in 2009 gepubliceerd onderzoek presteren leerlingen van vrijescholen voor voortgezet onderwijs minder goed in de vakken wiskunde en Nederlands ten opzichte van het landelijk gemiddelde. Dit werd volgens het onderzoek geweten aan leerachterstanden op de vrije basisscholen. Anderzijds bleek uit het onderzoek dat vrijeschoolleerlingen meer motivatie toonden in hun leerattitude.

### Overheidseisen
Onder invloed van strenger wordende overheidseisen werd vanaf 2000 een aantal bestuurlijke en inhoudelijke wijzigingen doorgevoerd. Vóór 2000 werden de meeste scholen door leerkrachten en ouders bestuurd. Na 2000 verenigden deze scholen zich onder een beperkt aantal professionele regionale besturen en werd per school een schoolleider aangesteld. Ook werden de zevende klassen, die tot dan toe bij de onderbouw hoorden, afgeschaft of naar de bovenbouw overgeheveld. Sindsdien worden de zevende en achtste klassen samen ook wel middenbouw genoemd.
Inhoudelijk betekent het overheidsbeleid dat een aantal door Rudolf Steiner ontwikkelde uitgangspunten moest worden verlaten. Met name het afnemen van toetsen en het differentiëren naar intelligentieniveau vormen concessies ten opzichte van het oorspronkelijke leerplan. Op de middelbare vrijescholen zijn eindexamens ingevoerd. Die worden afgenomen in klas 10 of 11 (VMBO-tl), klas 11 of 12 (HAVO) en klas 12 (VWO). Tot 2000 werden leerlingen in een dertiende jaar voorbereid op een HAVO- of VWO-examen. Betrokkenen verschillen van mening of dit een goede ontwikkeling is en hoeveel aanpassing een school aankan zonder het eigen karakter te verliezen. Iedere school probeert op haar eigen manier een nieuwe balans te vinden. De Bergense Adriaan Roland Holstschool heeft tot het schooljaar 2008/9 weten vast te houden aan het oude model van gelijk onderwijs tot en met de twaalfde klas, waarna in een dertiende klas op het HAVO- of VWO-examen kon worden voorbereid.
Enkele scholen hebben zich tot het uiterste tegen inmenging door de overheid verzet. In 1997 is in Oosterhout (nu Breda) de Staatsvrije vrijeschool Anfortas als particuliere dagschool (z.g. B3-school) opgericht in een poging om zich aan te veel overheidstoezicht te onttrekken. De Onderwijsinspectie beoordeelde deze basisschool in 2007 positief. In Culemborg is sinds 2004 de ongesubsidieerde Staatsvrije vrijeschool De WerfKlas gevestigd. Ook bijvoorbeeld Waldorfschool Zeevonk in Den Haag is vrij van staatssubsidie.

### Scholen
In 2017 telde Nederland tachtig bekostigde vrijescholen voor primair onderwijs en achttien bekostigde vrijescholen voor voortgezet onderwijs. Deze scholen zijn aangesloten bij de Vereniging van Vrije Scholen. Bovenbouwen zijn gevestigd in Amsterdam, Bergen, Den Haag, Eindhoven, Groningen, Haarlem, Heerlen, Leiden, Maastricht, Nijmegen, Breda, Rotterdam, Zeist, Zutphen en Zwolle en sinds 2013 in Roermond. Sinds 2023 is er in Meppel het voorgezetvrijschool onderwijs. Van klas 7&8.
In Amsterdam, Brummen, Tilburg, Zeist en Zutphen zijn vrijescholen voor speciaal basisonderwijs. In Zutphen en Rotterdam zijn er ook middelbare vrijescholen. In Utrecht, Amsterdam, Brummen en Zeist zijn vrijescholen voor speciaal voortgezet onderwijs. De Vrije School Parcival in Amstelveen heeft een 'instapklas' voor leerlingen met een verstandelijke beperking. In Rotterdam is een ouderinitiatief voor de oprichting van een vrijeschool voor speciaal onderwijs (2018).
In Zeist bevindt zich de Vrije Hogeschool, die in 1971 werd opgericht door Bernard Lievegoed als oriëntatiejaar als vervolg op het reguliere voortgezet onderwijs. In Utrecht is ook een vrijeschool voor voortgezet onderwijs (vwo, havo, mavo): Waldorf van het Gregorius College.
Hogeschool Leiden huisvest de Vrijeschool Pabo, een lerarenopleiding voor vrijeschoolonderwijs. Voorheen was dit de Vrije Pedagogische Academie en later Hogeschool Helicon te Zeist. De Hogeschool Leiden huisvest ook het Lectoraat Waarde(n) van Vrijeschoolonderwijs.

### Bestuurlijke indeling
- Scholengemeenschap voor Voortgezet Vrije Schoolonderwijs (Zeist-Nijmegen-Eindhoven)
- Stichting Vrije Scholen Zuidwest Nederland (Leiden-Den Haag-Rotterdam)
- Stichting de Vrije School Noord en Oost Nederland (Groningen en tweemaal Zutphen) (hier wordt o.a. objectvormgeving gegeven)
- Stichting Vrije Scholen Voortgezet Onderwijs Noord-Holland (Bergen, Haarlem, Amsterdam)
- Het Bernard Lievegoed College in Maastricht en de Vrijeschool Parkstad in Heerlen vallen bestuurlijk onder Stichting LVO (Limburgs Voortgezet Onderwijs). (Het Bernard Lievegoed College valt per 1-8-2020 niet meer onder het Bonnefanten College; de Vrijeschool Parkstad vormt per 1 augustus 2020 tezamen met Compass te Brunssum formeel -ze vallen onder hetzelfde Brinnummer- één school met één rector.)
- De bovenbouw van Breda valt onder het Michaëlcollege in Breda.

## België (Vlaanderen)
De eerste steinerschool in België werd in 1954 geopend in Antwerpen. Het initiatief werd in 1948 genomen door de Edegemse notaris Emile Gevers, bijgestaan door de pioniers van de vrijeschool in Nederland. De school noemde zich pluralistisch en was formeel niet aan een politieke of religieuze stroming verbonden.
Bij de opening waren ook bekende antroposofen uit het buitenland aanwezig, waaronder Herbert Hahn en Ernst Lehrs uit Duitsland, Werner Pache uit Zwitserland en Wilhelm Rath uit Oostenrijk en uit Nederland kwamen Willem Zeylmans van Emmichoven, Bernard Lievegoed, Max Stibbe, Frits Julius, Matthieu Laffree, Kees Van Der Linden, Daan van Bemmelen en Willem Veltman aanwezig. Daan van Bemmelen bleef als adviseur nauw bij de school betrokken.
In 1971 werd in Antwerpen de Parcivalschool voor buitengewoon onderwijs opgericht, waar leerlingen met leerproblemen terechtkonden. In 1976 volgde Lier, in 1978 Gent, in 1979 Brugge, in 1982 Leuven. In 2018 telde België 21 Steinerscholen.

## Pedagogische visie

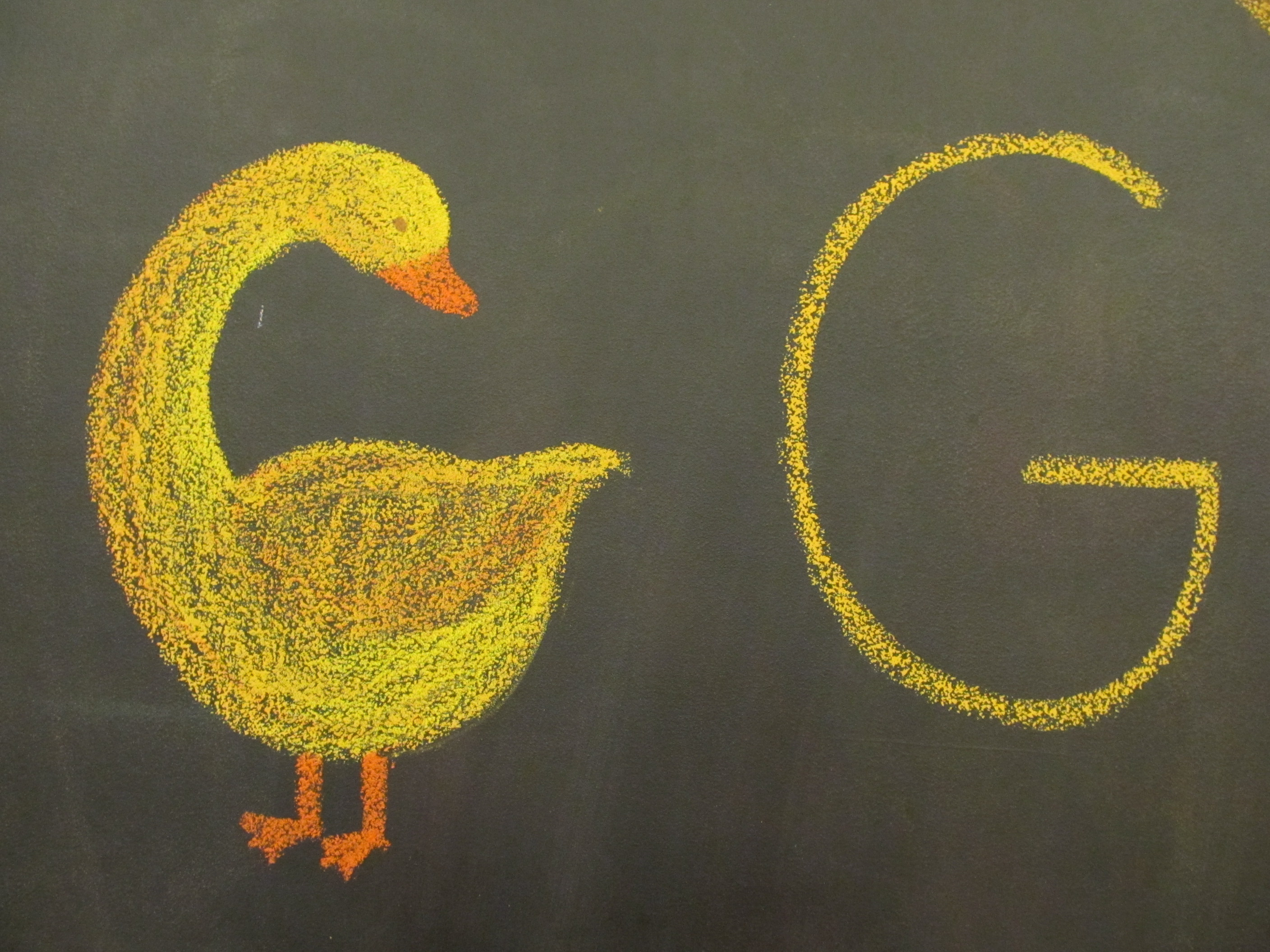
De 'G' van gans

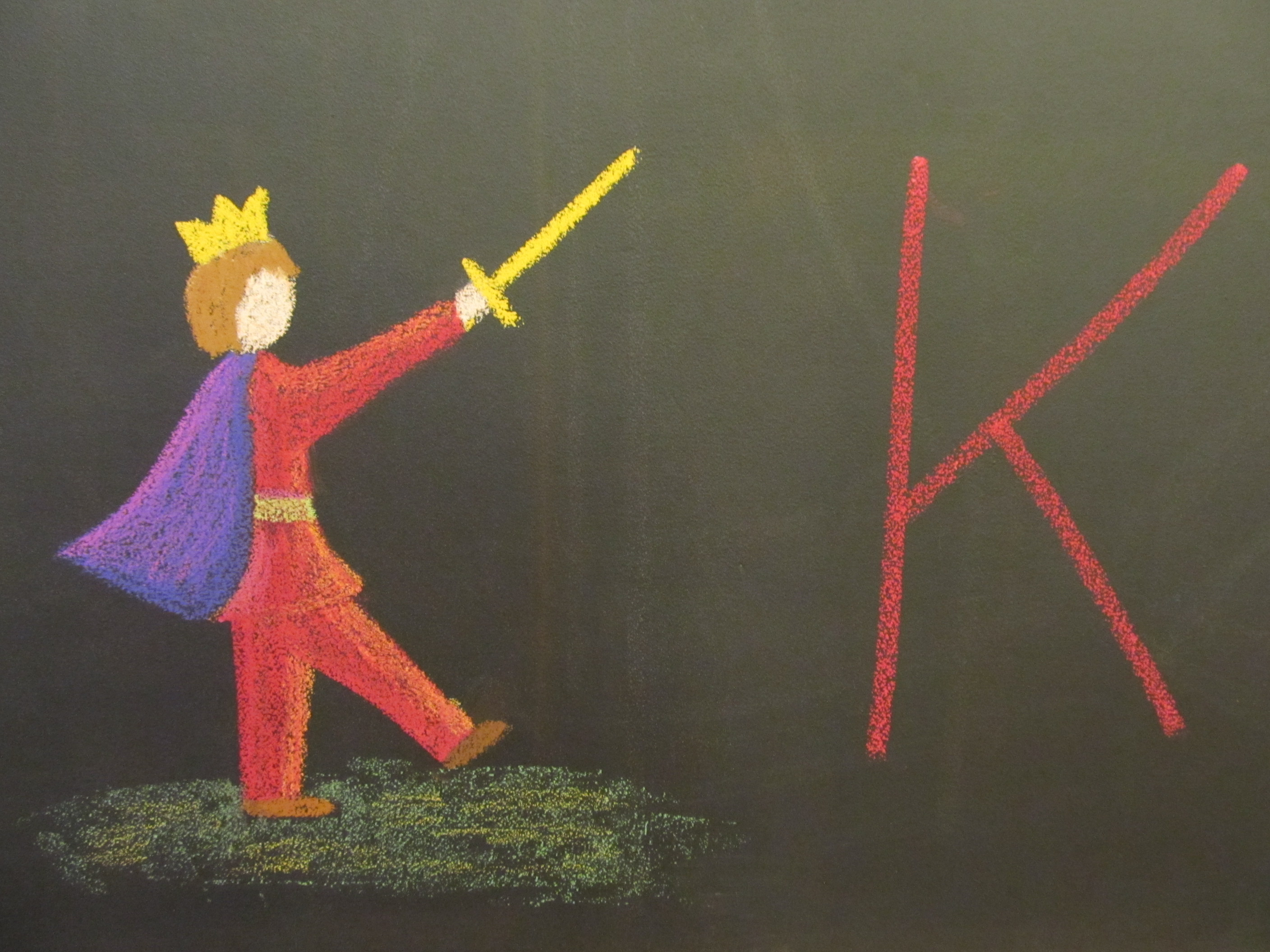
De 'K' van koning

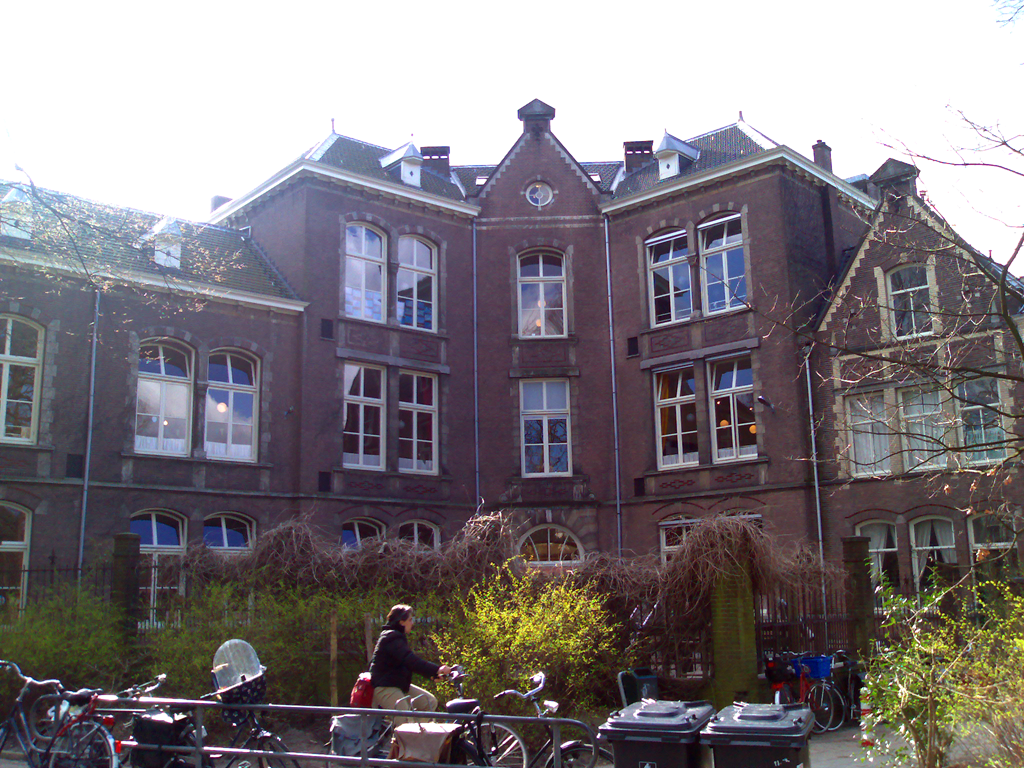
De Vrije School in Utrecht

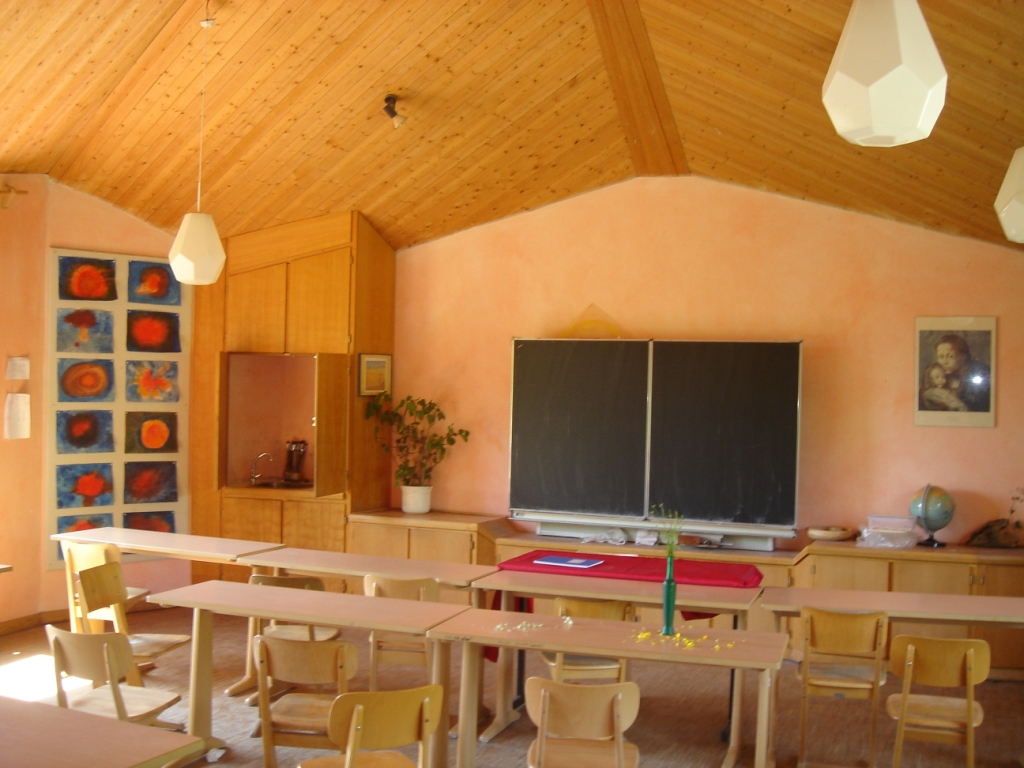
Klaslokaal van een vrijeschool

De vrijeschool gaat uit van wat volgens Steiner de intrinsieke ontwikkeling is van het kind. Er is, aldus Steiner, een diep van binnenuit komende “zielenkracht” die het kind zijn of haar eigen en unieke ontwikkeling doet doormaken. Het onderwijs dient hierbij stimulerend en ondersteunend te zijn. Een belangrijk element bij deze ontwikkeling vormt de ziel. Deze van oorsprong uit de geestelijke wereld stammende kern van het mens-zijn is de drijvende kracht achter de persoonlijke, individuele, gefaseerde ontwikkeling (7-jaarscycli). De ziel is op aarde gekomen, volgens Steiner, om “lessen te leren”. Alles wat de mens meemaakt aan intensieve aardse ervaringen, vormt een levensles die opgenomen wordt in het totaal aan leerervaringen. Dit totaal is bepalend voor de geestelijke ontwikkeling waarmee de mens verdergaat (overgaat of sterft). In een volgend leven kan de les worden voortgezet, of kunnen correcties worden aangebracht. Dit grijpt terug op de van oorsprong hindoeïstische leer van het karma.
De vrijeschool begeleidt het opgroeiende kind in de eerste drie van de door Steiner beschreven fasen van levenslessen. Daarbij is de aandacht voor de intellectuele ontwikkeling aanvankelijk slechts een onderdeel van de pedagogiek naast aandacht voor de ontwikkeling van het voelen en de wil. Vrije kunsten zoals muziek, bewegingskunst (euritmie), handenarbeid (houtbewerking, boetseren, beeldhouwen), handwerken en schilderen, toneelspel, declamatie en vertellen van bijvoorbeeld sprookjes, mythen en sagen nemen een gelijkwaardige plaats in naast standaardvakken als lezen, schrijven en rekenen.

#### Antroposofisch onderwijs
Vrijeschoolpedagogie(k) of vrijeschoolonderwijs wordt ook antroposofisch onderwijs genoemd. Antroposofie maakt echter geen deel uit van het lesaanbod. Steiners visie op de ontwikkeling van het kind en de eis dat het onderwijs kunstzinnig moet zijn, vormen bewerkt en verwerkt tot pedagogisch-didactisch handelen, de basis voor de leerkracht voor het werken met de leerlingen.
Dat heeft tot gevolg dat de scholen zich op een aantal punten onderscheiden van andere scholen. De belangrijkste zijn:
Het kleuteronderwijs
In de eerste twee leerjaren van de basisschool ligt de nadruk vooral op de ondersteuning van de motorische ontwikkeling, waarbij door binnen en buiten spelen, vinger- kring- en ambachtspelletjes ook de scheppende fantasie wordt gestimuleerd. Door het vele meespreken van en luisteren naar verhalen wordt de taalontwikkeling bevorderd. Al spelend leren de kinderen socialiseren en hun lichaam hanteren. Gestuurde leerprocessen zoals lezen en rekenen worden bewust niet vóór de schoolrijpheid van het kind (gemarkeerd door de tandenwisseling) aangeboden.
De klassenleerkracht
Rudolf Steiner vond het belangrijk dat de leerkracht zijn leerlingen door en door kent en hun persoonlijke ontwikkeling gedurende langere tijd kan volgen – het liefst gedurende de hele basisschooltijd. Zo wordt een vertrouwensband opgebouwd, waardoor de leerkracht goed in staat is om in te schatten of een leerling die 'niet op schema ligt' in staat is de achterstand in een volgend leerjaar in te lopen of dat er toch extra begeleiding nodig is. Ook de vakleerkrachten van wie het kind les krijgt, dragen voor de leerling pedagogische verantwoordelijkheid. Hoe lang een leerkracht een klas begeleidt, is per school verschillend. Op de middelbare school geeft de mentor in de eerste twee leerjaren (klas 7 en 8) nog veel les aan de eigen groep.
Het periode-onderwijs
Rudolf Steiner vond de afwisseling van vakken per uur een oneconomische manier van werken: het volgende uur vergeten de leerlingen wat ze het uur ervoor hebben geleerd. Daarom stelde hij voor het onderwijs in de eerste twee lesuren van de dag rond één thema te centreren. Gedurende een periode van 3 à 4 weken concentreren de leerlingen zich op de verschillende aspecten van één vak. Wat gedurende die weken is opgebouwd, kan enige tijd in het onderbewuste rijpen waardoor het beter beklijft als het in een volgende periode en in de vaklessen weer wordt opgepakt. Na de pauze komen dan de vaklessen aan de beurt: o.a. andere talen, kunstzinnige vakken en gymnastiek. In oefenuren wordt, buiten de periode om, vooral rekenen, taal en lezen verder geoefend. Vanaf de zevende klas zijn het o.a. vakken als meetkunde en algebra, natuur- en scheikunde, biologie, literatuurgeschiedenis en kunstgeschiedenis, waarmee een basis wordt gelegd voor de behandeling van de examenstof in vaklessen.
Ontwikkelstof
Vanaf de eerste klas (groep 3) is er een doorlopende leerlijn tot en met de twaalfde klas (klas 6
middelbare school). Steiner zag leerstof niet in de eerste plaats als een doel, maar als een middel om de kinderen in hun verdere ontwikkeling te ondersteunen. Het tellen of de tafels van vermenigvuldiging leren bijvoorbeeld worden aan de jonge kinderen, die tijdens hun ontwikkeling een grote behoefte aan beweging hebben, zoveel mogelijk via de beweging – ritmisch lopend, klappend, springend enzovoort aangeleerd. Aan de behoefte de dingen werkelijk te beleven, wordt tegemoetgekomen door bijvoorbeeld de letters uit beelden te laten ontstaan die eerst geschilderd en/of getekend worden. Wanneer de kinderen rond het 10e jaar veel meer belangstelling beginnen te tonen voor de wereld om hen heen, doen bijv. heemkunde en aardrijkskunde hun intrede. De relatie met de tijd wordt versterkt door het vak geschiedenis dat in de 5e klas (groep 7) begint met de geschiedenis van de mens vanaf de oudste tijden. Wanneer in de 6e klas het denken als zodanig ontwaakt dat oorzaak en gevolg kunnen worden ingezien, worden natuur- en scheikunde geïntroduceerd. Gedurende hun schooltijd wordt aan de ontwikkeling van het gevoelsleven bijgedragen door de vertelstof die voor elke klas een bijzonder thema heeft. Dat zijn sprookjes in de eerste klas, fabels en heiligenlegenden in de tweede klas, verhalen uit het Oude Testament in de derde klas, verhalen uit de Edda in de vierde klas, verhalen uit de Griekse mythologie in de vijfde klas en ten slotte, wat de basisschool betreft, geschiedenis van de Romeinse tijd in de zesde klas.
Ook de bovenbouwleerjaren hebben specifieke perioden met leerstof die de leerlingen kunnen helpen zichzelf, de ander en de wereld beter te begrijpen. Zo heeft de 7e klas – hun wereld gaat open – o.a. een periode ontdekkingsreizen; de 11e klas onderzoekt tijdens een zogenaamde Parcivalperiode belangrijke levensvragen over dood, liefde, trouw en ontrouw. Ook de eigen biografie komt centraal te staan en in de twaalfde klas ontwerpen de leerlingen tijdens de periode architectuur hun eigen droomhuis. Het gaat daarbij niet in de eerste plaats om feitenkennis, maar om het wekken van enthousiasme, het tonen van samenhangen, het inzicht krijgen in processen en het vormen van het eigen oordeelsvermogen.
Het moge duidelijk zijn dat door het leggen van deze accenten het aanbod van de leerstof niet altijd parallel loopt met dat van het reguliere onderwijs.
Sinds de schoolexamens werden ingevoerd, kan dit programma niet meer door alle leerlingen volledig worden doorlopen en moesten door tijdsdruk onderdelen worden ingekort of geschrapt. Iedere school maakt daarin eigen keuzes.
Kunstzinnig onderwijs
Rudolf Steiner stelde, net als bijvoorbeeld Ovide Decroly, de eis dat onderwijs kunstzinnig moet zijn. Daarmee bedoelde hij in de eerste plaats dat de leerkracht met de leerling omgaat als de kunstenaar met zijn kunst: als een wordend iets. Het betekent ook dat de leerkracht zo met het kind omgaat dat hij recht doet aan de natuur van het kind, dat wil zeggen dat hij de leerstof zo levend aanreikt dat het resultaat van dit levende proces de ontwikkeling van vermogens én kennis is. Daarnaast betekent het nog dat het kind veel kunstzinnigs moet doen in de vorm van onder andere tekenen, schilderen, boetseren, bewegen en toneelspelen. In het leerplan is daar veel tijd voor ingeruimd. Zelfs van de omgeving eiste Steiner dat deze het kind kunstzinnig omringt, wat onder andere resulteert in de zo typerende schoolgebouwen in organische stijl met kleurrijke klaslokalen.
Euritmie
Het voor vrijescholen meest kenmerkende kunstvak is euritmie. Dat is een vorm van dans waarmee klank zichtbaar wordt gemaakt. Dat kan taal zijn of muziek. Iedere letterklank, iedere toonhoogte en ieder interval hebben hun eigen gebaar. Door middel van gebaren en choreografieën leren kinderen hun eigen speelruimte in relatie tot die van hun medeleerlingen en de ruimtelijke begrenzing van het klaslokaal kennen.
Talen
Vanaf de eerste klas (groep 3) worden naast het Nederlands het liefst twee andere talen aangeleerd. Het begint met liedjes, gedichtjes, vingerspelletjes, dialoogjes en dergelijke. Vanaf groep 6 wordt de taal ook geschreven. Naast dat het nuttig is was het Steiner er eveneens om te doen dat kinderen door een andere taal te leren ook iets van het karakter van het andere volk opnemen.
Beoordeling
In de onderbouw worden geen (rapport)cijfers gegeven. Leerlingen worden niet beoordeeld en geselecteerd op hun kunnen, maar worden zoveel mogelijk begeleid en uitgedaagd in hun persoonlijke ontwikkeling, ook als die ontwikkeling afwijkt van het gemiddelde. Dit gebeurt vanuit de gedachte dat ieder mens met eigen talenten op aarde komt. Leerkrachten op de vrijeschool zien het als hun taak om kinderen zo te begeleiden dat optimale omstandigheden worden gecreëerd om die talenten tot hun recht te laten komen. In de bovenbouw worden de examenvakken wel met cijfers beoordeeld. Bij de andere vakken verschilt dat per school. Aan het eind van ieder leerjaar ontvangt ieder kind een getuigschrift met daarin een persoonlijke boodschap en voor ieder vak een korte karakterisering van de leerontwikkeling in dat jaar. Omdat er tegelijkertijd van wordt uitgegaan dat kinderen zich in leeftijdsfasen ontwikkelen en het curriculum daarop is afgestemd, is het niet wenselijk om kinderen een klas te laten doubleren.
Therapeutische ondersteuning
Idealiter is aan iedere school een (antroposofische) schoolarts verbonden. Door bezuinigingen is dit helaas niet meer altijd het geval. Wel krijgen leerlingen die zich niet naar verwachting ontwikkelen binnen schooltijd individuele ondersteuning in de vorm van remedial teaching of diverse vormen van therapeutische begeleiding, waaronder euritmietherapie.
Temperamentenleer
In de vrijeschoolpedagogiek wordt gebruik gemaakt van Steiners temperamentenleer. De oorspronkelijke, hippocratische medische temperamentenleer is gebaseerd op de theorie dat bij elk van de vier verschillende lichaamssappen een bepaald persoonlijkheidstype behoort: het sanguinische (bloed), het flegmatische (slijm), het cholerische (gal) en het melancholische (zwarte gal). Steiner nam de terminologie van Hippocrates over en bracht de vier temperamenten in verband met de vier in de antroposofie gehanteerde wezensdelen: ik-, astraal-, ether, en fysiek lichaam.
Jaarfeesten
Veel aandacht wordt besteed aan het ritme van de seizoenen. Daarbij past ook een aantal jaarfeesten. In de Europese, christelijke, traditie zijn dat het Sint-Michaëlsfeest, het Sint-Maartensfeest, advent, Kerstmis en Driekoningen, Pasen, Pinksteren en het Sint-Jansfeest. Iedere school legt daarbij andere accenten en de invulling verandert ook naarmate de kinderen ouder worden. Het paradijs- en geboortespel vóór en het driekoningenspel na de kerstvakantie behoren op iedere school tot de vaste bestanddelen. In andere werelddelen kunnen andere seizoensgebonden feesten worden gekozen.
Ouderparticipatie
Vanaf de jaren 1970 zijn verreweg de meeste vrijescholen opgericht op initiatief van en door ouders die voor hun kind een alternatieve onderwijsrichting zochten. Op veel scholen bestaat naast de in Nederland verplichte oudergeleding in de medezeggenschapsraad een ouderraad of hebben (oud-)ouders zitting in het bestuur. Iedere klas heeft één of twee klassenouders die de leerkracht waar nodig assisteren met bijvoorbeeld de organisatie van uitstapjes en ook als intermediair tussen ouders en school fungeren. Maar ook op schoolniveau wordt vaak een beroep gedaan op de ondersteuning van ouders. Zeker tweemaal per jaar wordt door de leerkracht een ouderavond georganiseerd, waarin uitleg wordt gegeven over de leerstof in het betreffende leerjaar. Tussen ouders en leerkracht is regelmatig contact over de ontwikkeling van hun kind.

#### De vrijeschool vergeleken met confessioneel bijzonder onderwijs
In het vrijeschoolonderwijs is de religieus-spirituele grondslag niet een aanvulling op het lesprogramma maar het uitgangspunt van de inhoud van het lesprogramma. Een overeenkomst met confessioneel bijzonder onderwijs is dat er vaak weinig tot geen ruimte is om de religieus-spirituele grondslag en de praktische implementatie daarvan ter discussie te stellen. De antroposofie is echter geen lesinhoud. Over het algemeen wordt aangeknoopt bij een vrije interpretatie van de christelijke traditie, maar ook andere religieuze tradities spelen een rol. Deze religieuze stromingen worden aangeboden op een moment dat dat bij de ontwikkeling van een kind past. Achtereenvolgens komen aan de orde: het Oude Testament (derde klas / groep 5), de Edda (vierde klas / groep 6), Griekse mythologie en filosofie, de oud-Egyptische, oud-Perzische (Zarathustra) en oud-Indische (Veda's) kosmologie (vijfde klas / groep 7) en ten slotte het Romeinse godenpantheon, overgaand in Romeinse en vroeg-christelijke geschiedenis. Vaak wordt in de zesde klas ook aandacht aan de islam besteed. Op de middelbare vrijescholen worden de verschillende religies tijdens de godsdienstlessen behandeld, die ook wel vensteruren of religieuze oriëntatie worden genoemd.

#### De vrijeschool vergeleken met algemeen bijzonder onderwijs
Hoewel de vrijeschool net als bijvoorbeeld het montessori- en jenaplanonderwijs als methodeschool kan worden gezien, speelt het spirituele element een belangrijke rol, overigens zonder een bepaalde visie op te leggen. Antroposofie is inspiratiebron, geen lesinhoud.

## Kritiek

### Niet wetenschappelijk
De wetenschappelijkheid van de antroposofie en de daarvan afgeleide antropologie en pedagogiek wekken veel controverse op. Een van de zwaartepunten van de kritiek ligt daarin dat Rudolf Steiner zijn bevindingen zou hebben verkregen via helderziend onderzoek van hogere, geestelijke werelden. Steiners beweringen zijn niet falsifieerbaar en kunnen daardoor niet wetenschappelijk worden beoordeeld.

### Racisme
In 1996 kwam in Nederland aan het licht dat op enkele vrijescholen antroposofie werd aangeboden, waarin ook Steiners gezichtspunten over het ontstaan van de rassen stond. Dit was zeer tegen de zin van Steiner zoals blijkt uit vele passages in zijn pedagogische voordrachten. Daar de teksten als racistisch werden bestempeld, gaf de Antroposofische Vereniging in Nederland opdracht Steiners werk door te lichten op racistische uitspraken.  De Vereniging van vrijescholen legde in 1998 voor de bij haar aangesloten scholen een non-discriminatiecode vast.. De European Council for Steiner Waldorf Education nam eveneens een officieel standpunt in met betrekking tot discriminatie en racisme, dat in 2007 werd overgenomen door de Federatie van Steinerscholen in Vlaanderen.